# Jati (Padang Timur)
Jati is een bestuurslaag in het regentschap Padang van de provincie West-Sumatra, Indonesië. Jati telt 10.514 inwoners (volkstelling 2010).